# Linepithema fuscum
Linepithema fuscum är en myrart som beskrevs av Mayr 1866. Linepithema fuscum ingår i släktet Linepithema och familjen myror. Inga underarter finns listade i Catalogue of Life.

## Bildgalleri

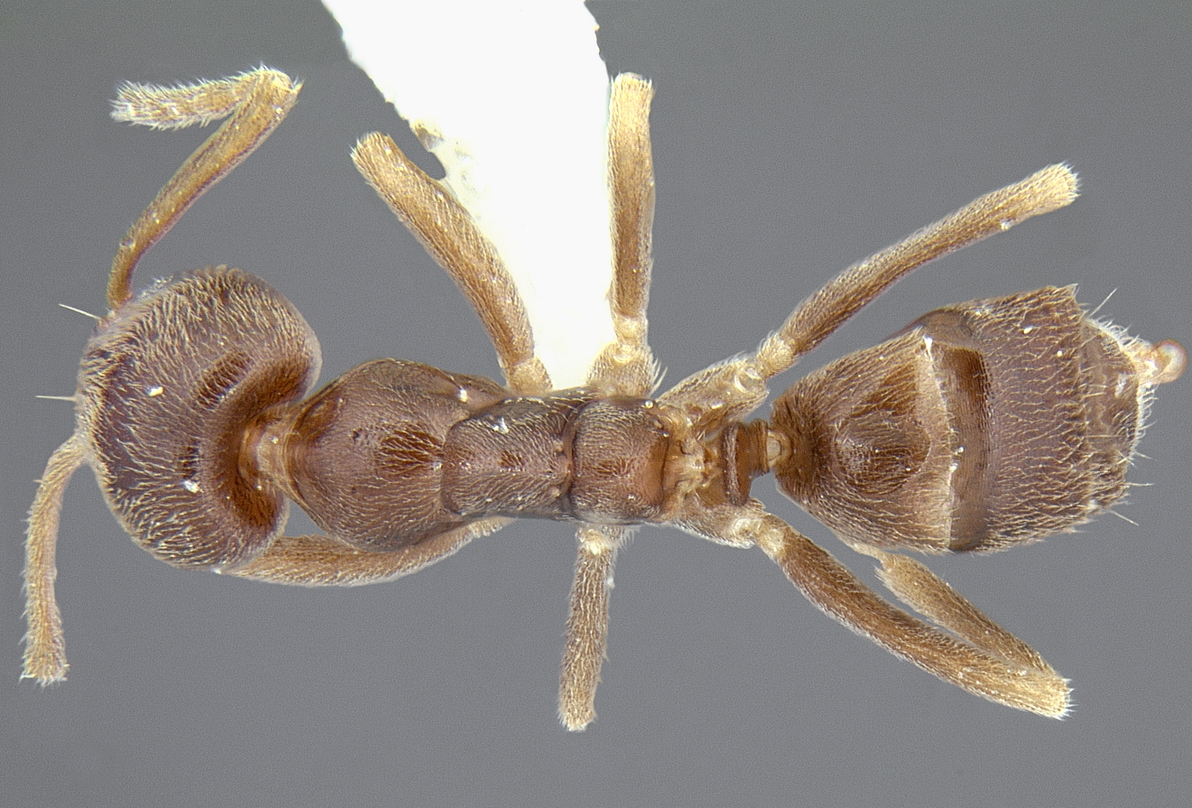
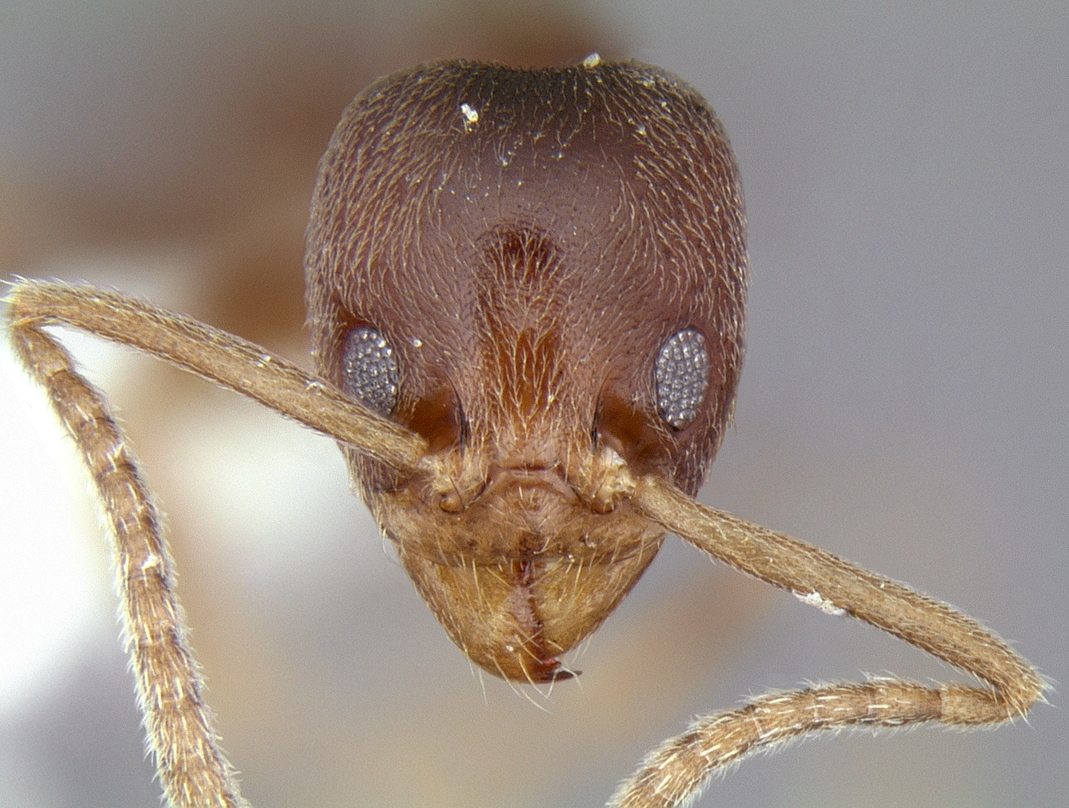
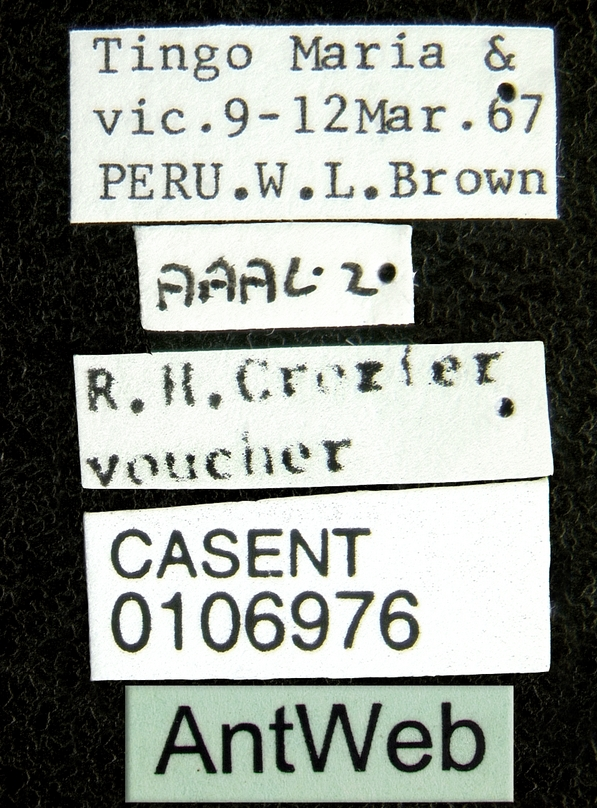
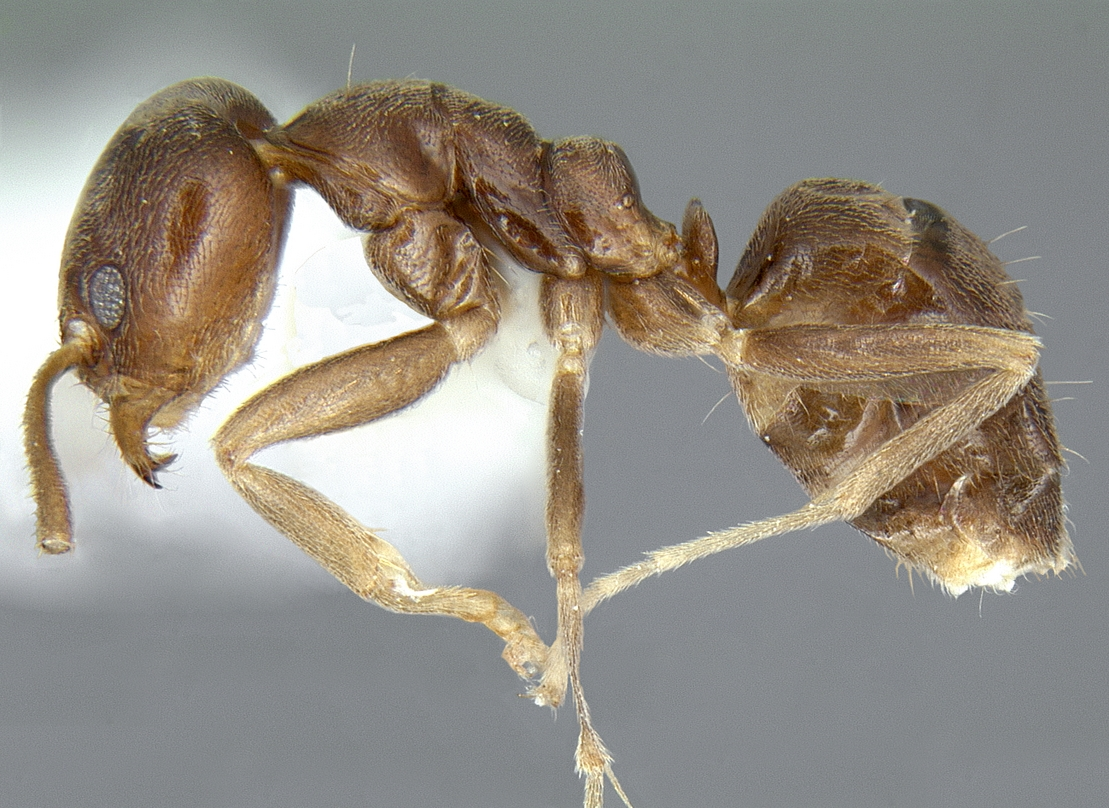